# Зелёный Остров (Астраханская область)
Зелёный Остров  — посёлок в Володарском районе Астраханской области России. Входит в состав Цветновского сельсовета. Население 171 человек (2010) .

## География
посёлок находится в юго-восточной части Астраханской области, в дельте реки Волги, на острове, образованным рекой Сарбай и ериками Сухой Банк, Новый Банк.
Уличная сеть
состоит из трёх географических объектов: ул. А.Нестеровой, ул. Колхозная, ул. Степная.
Абсолютная высота 25 метров ниже уровня моря.
Климат
умеренный, резко континентальный, характеризуется высокими температурами летом и низкими — зимой, малым количеством осадков, а также большими годовыми и летними суточными амплитудами температуры воздуха.

## Население
| 2002 | 2010 |
| ---- | ---- |
| 222  | ↘171 |

Национальный и гендерный состав
По данным Всероссийской переписи, в 2010 году численность населения села составляла 171 человек (84 мужчины и 87 женщин, 48,1 и 50,9 %% соответственно).
Согласно результатам переписи 2002 года, в национальной структуре населения казахи составляли 72 %, русские 27 % от 220 жителей.
| Национальность | Численность (2010) | Процент |
| -------------- | ------------------ | ------- |
| Казахи         | 125                | 67,9%   |
| Русские        | 48                 | 26,1%   |
| Татары         | 6                  | 3,3%    |
| Не указана     | 5                  | 2,7%    |
| Всего          | 1829               | 100%    |

## Инфраструктура
Основные инфраструктурные объекты находятся в центре поселения — селе Цветное

## Транспорт
Просёлочные дороги.